# Nikola Vukčević
Nikola Vukčević (czarn. Hикoлa Bукчeвић, ur. 13 grudnia 1991 w Titogradzie) – czarnogórski piłkarz, który występował na pozycji środkowego pomocnika.

## Kariera piłkarska
Swoją karierę piłkarską Vukčević rozpoczął w klubie FK Budućnost Podgorica. W 2009 roku awansował do pierwszej drużyny. W 2010 roku został wypożyczony do drugoligowego Kom Podgorica. W 2011 wrócił do zespołu Budućnost. 16 kwietnia 2011 zadebiutował w nim w zremisowanym 1:1 domowym meczu z OFK Petrovac. W sezonie 2010/2011 wywalczył wicemistrzostwo Czarnogóry. W sezonie 2011/2012 został mistrzem kraju, a w sezonie 2012/2013 zdobył Puchar Czarnogóry i wywalczył wicemistrzostwo.
W 2014 roku Vukčević przeszedł do SC Braga. Zadebiutował 10 stycznia 2014 w zwycięskim 3:0 domowym meczu z Vitórią SC. 9 sierpnia 2018 roku przeszedł do hiszpańskiego klubu Levante UD za kwotę 8,9 miliona euro i podpisał czteroletni kontrakt.
| Sezon   | Klub                   | Kraj       | Rozgrywki        | Mecze | Gole |
| ------- | ---------------------- | ---------- | ---------------- | ----- | ---- |
| 2009/10 | FK Budućnost Podgorica | Czarnogóra | Prva liga        | 0     | 0    |
| 2010/11 | Kom Podgorica          | Czarnogóra | Druga liga       | ?     | ?    |
| 2010/11 | FK Budućnost Podgorica | Czarnogóra | Prva liga        | 6     | 0    |
| 2011/12 | FK Budućnost Podgorica | Czarnogóra | Prva liga        | 26    | 2    |
| 2012/13 | FK Budućnost Podgorica | Czarnogóra | Prva liga        | 27    | 0    |
| 2013/14 | FK Budućnost Podgorica | Czarnogóra | Prva liga        | 4     | 2    |
| 2013/14 | SC Braga               | Portugalia | Primeira Liga    | 2     | 0    |
| 2013/14 | SC Braga B             | Portugalia | Segunda Liga     | 5     | 0    |
| 2014/15 | SC Braga B             | Portugalia | Segunda Liga     | 25    | 1    |
| 2015/16 | SC Braga               | Portugalia | Primeira Liga    | 18    | 2    |
| 2016/17 | SC Braga               | Portugalia | Primeira Liga    | 25    | 0    |
| 2017/18 | SC Braga               | Portugalia | Primeira Liga    | 31    | 0    |
| 2018/19 | Levante UD             | Hiszpania  | Primera División | 16    | 0    |

## Kariera reprezentacyjna
W reprezentacji Czarnogóry Vukčević zadebiutował 5 marca 2014 w wygranym 1:0 towarzyskim meczu z Ghaną, rozegranym w Podgoricy.